# Dubočicastadion
Het Dubočicastadion (Servisch: Стадион Дубочица, Stadion Dubočica) is een multifunctioneel stadion in de Servische stad Leskovac. Het wordt vooral gebruikt voor voetbalwedstrijden en is de thuisbasis van voetbalclub GFK Dubočica. Het stadion, dat werd geopend in 2023, biedt plaats aan 8.136 toeschouwers. Het stadion staat op dezelfde plek als het vorige onderkomen van de club, het Stadion pod Hisarom, dat werd gesloopt in 2021.

## Kenmerken
Het stadion is een rechthoekig stadion met 8.136 zitplekken. De stoelen zijn rood, de clubkleur van GFK Dubočica. De hoofdtribune met de kleedkamers en vipruimten is gesitueerd aan de westzijde. Het speelveld is hybride (zowel natuur- als kunstgras) en kan worden verwarmd. Rondom het stadion liggen 198 parkeerplekken.
Het stadion voldoet aan UEFA-criteria en kan hierdoor internationale wedstrijden organiseren. FK Čukarički uit Belgrado beschikt zelf niet over zo'n stadion en gebruikte het Dubočicastadion in het seizoen 2023/24 voor haar Europese wedstrijden. Het Servisch elftal maakte in november 2023 voor het eerst haar opwachting in het stadion.

## Interlandoverzicht
| 1 | 19 november 2023 | Servië – Bulgarije   | 2 – 2 | EK 2024 kwalificatie    | 7.325 |
| 2 | 12 oktober 2024  | Servië – Zwitserland | 2 – 0 | UEFA Nations League (A) | 6.383 |
| 3 | 18 november 2024 | Servië – Denemarken  | 0 – 0 | UEFA Nations League (A) | 7.295 |